# Murdeira
Murdeira ist eine junge Siedlung auf der Insel Sal in der Republik Kap Verde.
Die Ortschaft befindet sich rund 6 km südlich der Inselhauptstadt Espargos und somit etwa auf halbem Wege zwischen Espargos und dem touristischen Zentrum Santa Maria. Bis kurz vor der Jahrtausendwende lebten an diesem Ort nur wenige Menschen. Diese ernährten sich vorwiegend von der Landwirtschaft. Mit dem Aufkeimen des Tourismus auf der Insel wuchs allerdings der Bedarf an touristisch attraktiven Orten.
Murdeira liegt an der Westküste der Insel an der weitläufigen namensgebenden Baía da Murdeira. Innerhalb dieser gestreckten Bucht befindet sich nochmals eine kleine natürlich entstandene Bucht annähernd von der Form eines Halbkreises. Das Innere dieser kleinen Bucht ist vor dem üblichen starken Wellengang des Atlantik geschützt und bietet somit einen idealen Badeort. Als eine Folge davon entstand Murdeira als Freizeitsiedlung, die überwiegend aus Apartmentwohnungen und Hotels mit Bars und Restaurants besteht. Bewohner einer der Wohnungen Murdeiras sind zur kostenlosen Nutzung des Schwimmbades berechtigt, welches im Ort erbaut wurde. Als weiteres Angebot ist für die Zukunft eine Tennisanlage geplant. Die Baía da Murderia ist ferner als Meeresschutzgebiet ausgewiesen und reich an Fischarten. In dem Ort war daher auch eine Taucherschule ansässig, die mit einer Dekompressionskammer ausgerüstet ist. Diese ist, da es in der Gegend zu wenige Kunden gab, nach Santa Maria umgezogen.